# Theódór Elmar Bjarnason
Theódór Elmar "Teddy" Bjarnason  (Reykjavík, 4 de março de 1987) é um futebolista islandês que atualmente atua no Aarhus GF.

## Carreira

### Início
Antes de entrar  no Celtic, Theódór jogou pelo KR Reykjavík, na Islândia. Ele também jogou uma temporada para a equipe reserva do clube norueguês IK quando tinha 16 anos, mas recusou uma oferta de um contrato profissional com o clube e voltou para a Islândia.

### Celtic
Theódór fez sua estréia nacional pelo Celtic contra o Hibernian no último jogo da temporada 2006/07 e esteve em campo por todo o jogo., em uma partida em que ele foi consideradoo o melhor jogador da partida pelo site do Celtic. Ele também estava no banco de resevas do Celtic na vitória por 1-0 sobre o Dunfermline na final da Copa da Escócia.